# Talang Rasau
Talang Rasau is een bestuurslaag in het regentschap Bengkulu Utara van de provincie Bengkulu, Indonesië. Talang Rasau telt 1867 inwoners (volkstelling 2010).